# Ambassade de Turquie en Estonie
L'ambassade de Turquie à Tallinn (en estonien : Türgi suursaatkond Tallinnas) est la représentation diplomatique de la Turquie auprès de la république d'Estonie. 

## Histoire
La Turquie a reconnu la république d'Estonie le 23 janvier 1924. Avant la Seconde Guerre mondiale, l'ambassadeur de Turquie était Nuri Batu, qui a présenté ses lettres de créance le 19 septembre 1935. 
Après le rétablissement de l'indépendance de l'Estonie, les deux pays ont rétabli leurs relations diplomatiques le 23 octobre 1991. La Turquie n'a jamais reconnu l'annexion de l'Estonie et l'occupation soviétique de l'Estonie. En 1992, la Turquie a accrédité son premier ambassadeur en Estonie à Vilnius. 
En 1996, l'Estonie a accrédité son premier ambassadeur en Turquie, qui résidait à Tallinn. 
En février 2001, l'Estonie a ouvert son ambassade à Ankara. 
En octobre 2001, la Turquie a ouvert son ambassade à Tallinn.

## Ambassadeurs de Turquie en Estonie
- Başak Türkoğlu 2022-
- Süleyman İnan Özyıldız 2020-2022
- Hayriye Kumaşcıoğlu 2015 – 2019
- Ahmet Ülker 2013- 2015
- Ayşenur Alpaslan 2009 – 2013
- Fatma Şule Soysal – 2005-2009
- Ömer Altuğ 2001-2005